# Mario Jäggli
Mario Jäggli (* 2. Mai 1880 in Bellinzona; † 27. Dezember 1959 in Lugano; heimatberechtigt in Winterthur) war ein Schweizer Naturwissenschaftler, Rektor, Forscher und Publizist.

## Leben
Mario Jäggli war Sohn des Eisenbahnangestellten Christian August und dessen Frau Maria geborene Domenighetti. Er heiratete 1908 Giovannina Maina von Caslano. Von 1900 bis 1905 studierte er Naturwissenschaften an der Universität Zürich (Doktorat 1908). Er unterrichtete Pädagogik am Lehrerseminar in Locarno und wurde dann dessen Rektor von 1907 bis 1915; später war er Lehrer für Warenkunde (1915) und Rektor von 1922 bis 1947 der Scuola cantonale di commercio in Bellinzona. Von 1927 bis 1929 war er Präsident der Tessiner Società ticinese di scienze naturali. Als Politiker war er Sozialist und Antifaschist. Er war Mitgründer der Nuove Edizioni di Capolago im Jahr 1937.
Er zeichnete sich als Naturforscher, Forscher und Popularisator der Wissenschaft aus, vor allem auf dem Gebiet der Botanik, insbesondere mit verschiedenen Beiträgen, die im Bollettino della Società ticinese di scienze naturali von 1905 bis 1954 erschienen, und mit verschiedenen Veröffentlichungen über die Flora des subalpinen Gebiets. Er verfasste den Abschnitt über die Tessiner Naturforscher in der Anthologie Scrittori della Svizzera italiana (1936). Er war Ehrenbürger von Bodio ab 1937.

## Schriften (Auswahl)
- La vegetazione del Monte di Caslano. In: Festschrift Hans Schinz. Zurich 1928.
- Cenni sulla Flora Ticinese. Istituto Editoriale Ticinese, Bellinzona 1932.
- Epistolario di Stefano Franscini. Istituto Editoriale Ticinese, Bellinzona 1937 (2. Auflage 1984).
- Le briofite ticinesi: muschi ed epatiche. 1950.